# Ordinary Man (песня)
«Ordinary Man» —  пауэр-баллада британского хеви-метал-музыканта Оззи Осборна с Элтоном Джоном на фортепиано и вокале. Помимо Джона в песне также приняли участие Слэш на гитаре, Дафф Маккаган на басу (оба из Guns N' Roses) и Чед Смит из Red Hot Chili Peppers на ударных. Спродюсированная Эндрю Уоттом рок-баллада была выпущена 10 января 2020 года в качестве третьего сингла одноимённого двенадцатого студийного альбома Осборна. В 2021 году она получила премию Planet Rock Award в номинации «Лучший британский сингл».

## Участники записи
- Оззи Осборн — вокал
- Элтон Джон — соведущий вокал, фортепиано
- Слэш — гитара
- Чед Смит — ударные
- Дафф Маккаган — бас-гитара

## Чарты

### Еженедельные чарты
| Чарт (2020)                                  | Высшая позиция |
| -------------------------------------------- | -------------- |
| США (Billboard Hot Rock & Alternative Songs) | 4              |

### Итоговые чарты
| Чарт (2020)                                 | Позиция |
| ------------------------------------------- | ------- |
| US Hot Rock & Alternative Songs (Billboard) | 80      |